# Ängbystenen
Ängbystenen, med signum U 60, är en runsten i Norra Ängby i Bromma socken och Stockholms kommun. Stenen står på en mindre kulle på en obebyggd tomt i ett villaområde mellan Runstensplan och Björklunds hage. Den har inspirerat till gatunamnet Runstensvägen, och de andra gatorna i närheten har också namn relaterade till runologi eller vikingatiden.

## Historik
Ängbystenen är tidigast känd från en teckning från mitten av 1700-talet, men var okänd för 1600-talets fornforskare och saknas i Bautil. Richard Dybeck anser den vara ett av "de vackraste minnesmärken i hufvudstadens grannskap", och Erik Brate skriver 1902 att den stod "rest invid västra sidan af vägen till Stora Ängby från Råckstad med runsidan vänd från vägen; runstenen står på en stenbacke i gärdet N om St. Ängby gård". Det är samma plats på vilken den ännu står kvar.

## Stenen
Stenen, som är av gnejs, är omkring 2,3 meter hög, 1,2 meter bred och 0,3 meter tjock, och har ristningar på två sidor. Den huvudsakliga ristningsytan, med text, är vänd mot sydväst, och den mindre, rent ornamentala ristningsytan åt sydost.

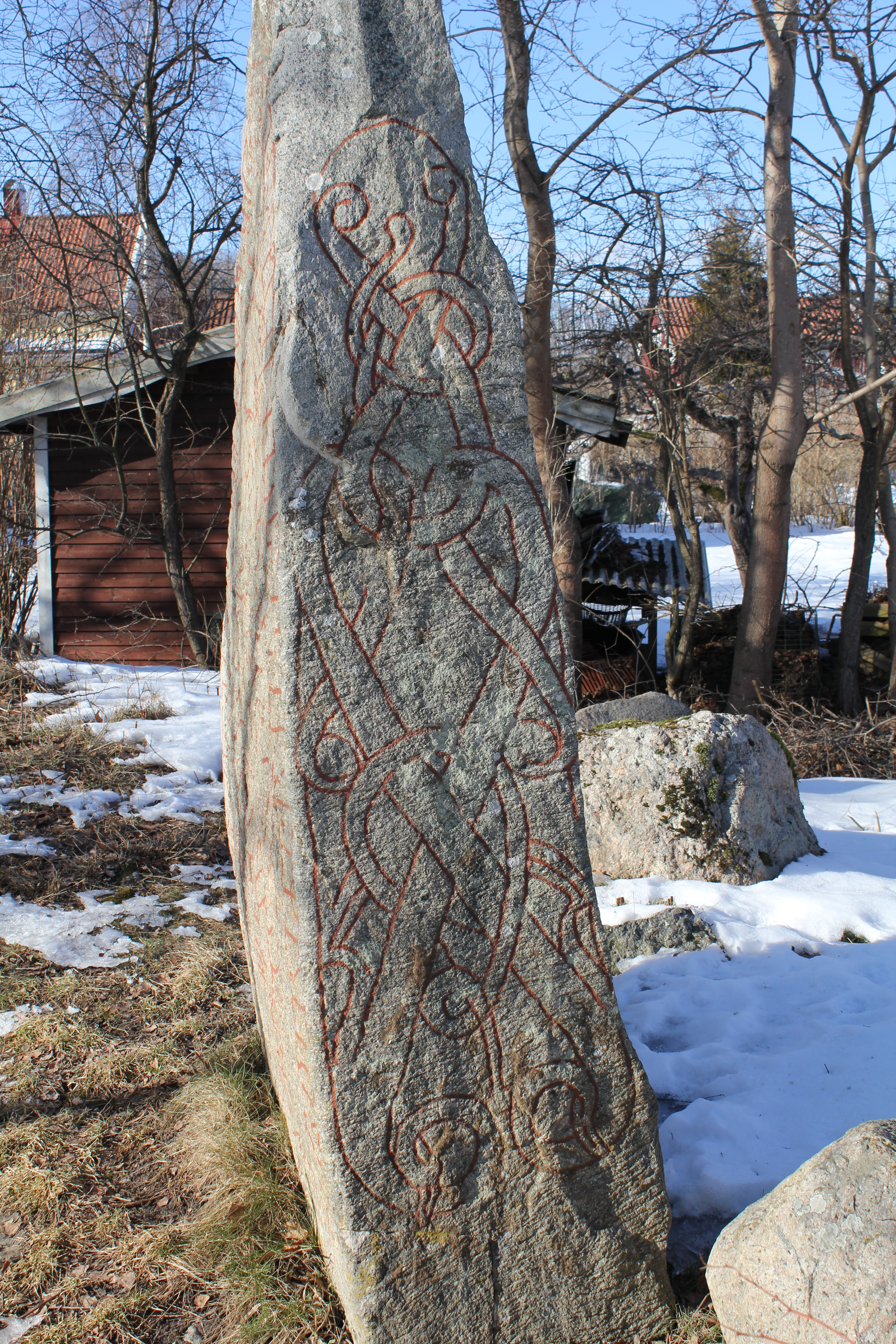
Den ornamentala ristningen på sidan.

## Inskriften
Inskriften är svårt skadad nedtill på framsidan, och slutet av ristningen har därför gått förlorat. Inskriften har också några egenheter; den använder runan ʀ för i och e, förväxlar a och n (utom i ordet uʀþa), och har på ett ställe h i stället för a.
Translitterering av runraden:
kirʀþu þʀir utr × lʀt + rnesn × s͡tnea + iftʀr + bira fnþur + ʀkʀkriþnr × hna × ohr × irfʀkʀ uʀþa × h...-...þ
Normalisering till runsvenska:
''kirʀþu þʀir Uddr let ræisa stæin æftiʀ Biorn, faður Ingiriðaʀ. Hann vaʀ ærfingi Viða ...
Översättning till nusvenska:
Udd lät resa stenen efter Björn, Ingrids fader. Han var Vides arvinge...
Inskriften är tämligen sen, vilket visas av bruket av r i stället för ʀ och av ʀ för i och e. Även ornamentiken röjer att stenen är ristad i sen tid, med drakkroppar som behandlas som rena bandornament och ibland saknar huvud och stjärt, något som inte förekommer i tidigare runristningar. Ornamentiken, särskilt bandslingorna på högra smalsidan, påminner om den på gravhällar från 1100-talet.

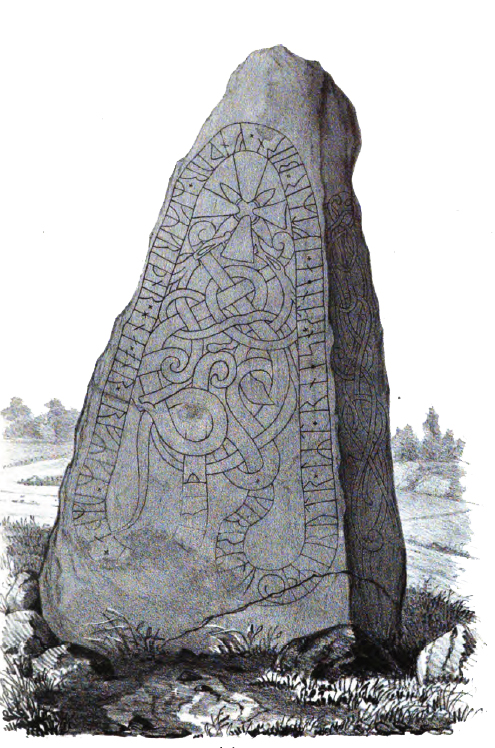
Ängbystenen tecknad av Richard Dybeck på 1850-talet.

Det egenartade bruket av ʀ och förväxlingen mellan a och n förekommer också på U 124, och Erik Brate menar därför att runristaren är densamma. Detta är dock oklart, eftersom de båda stenarnas ornamentik skiljer sig markant åt.